# 人中之龍3
《人中之龍3》（龍が如く3）為世嘉2009年2月26日在索尼PlayStation 3上所發售的遊戲，是《人中之龍2》的續集。
演出陣容有創作歌手泉谷茂、演員中村獅童、渡哲也、藤原龍也，以及搞笑團體的宮川大輔和宮迫博之等人。主要舞台為東京神室町和沖繩琉球街。宣傳標題則是「傳說之龍回來了」。
遊戲基本是單人遊玩，透過網路下載更新後增加了問答比賽和撞球和飛鏢等迷你遊戲的對戰模式。
這部由於是換一個全新的引擊製作，由於當時工作人員對這引擊還沒掌握好，造成主角攻擊力很少，有許多的問題，然後劇本整體不如一跟二代整體表現，所以當時的評價是平平。
2010年3月11跟12日登入歐美版本，但因為考慮到歐美的文化關係，所以在支線與小遊戲成就刪減一些內容，支線從123變101，然後麻將、將棋、按摩、夜店、AxA問答(但是妹子还是存在, 可以约会, 可以唱卡拉ok)刪掉。
2024年4月1日直播會說明，未來有機會可能會重製極3，但時間還沒到。

## 故事大綱
在近江連合和東城会鬥爭事件結束的數日後。桐生一馬與要前往海外任職的狭山薰告別，並且與遙一起前往沖繩經營孤兒院。一馬和遙在「牽牛花」孤兒院與他另外收養的八名孤兒一起渡過一年的平穩日子後，發生了美軍基地擴建和休閒村開發計劃，這些計畫也與東城會以及兩名政治人物有關。在反對開發的民眾增加的期間，「牽牛花」也面臨被徵收的危機，這塊地的所有權人正是當地的黑道組織「琉道」一家。
在土地即將因為計劃而被徵收時，東城會的第六代會長堂島大吾出面施壓使計畫中止，並讓桐生他們能再次回到過往和平的日子。但在一年後的2009年3月，琉道一家組長名嘉原茂突然遭到神秘男子槍擊；同時，大吾也被同一人槍擊而昏迷送醫，一度暫停的計劃因此再次啟動，桐生也察覺到犯人面貌竟然與自己死去的義父風間新太郎一樣而感到震驚。此外，暫時失去首領的東城會與希望桐生回來的幹部們的鬥爭也日益擴大。於是桐生為了調查神秘男子的真面目，也為了「牽牛花」的未來，決定隻身一人獨自面對這場龐大的陰謀。

## 登場人物
部分人物根據配音的演員製作肖像造型。客串聲優的演員分別有中村獅童、渡哲也、藤原龍也、泉谷茂以及搞笑藝人宮迫博之和宮川大輔。

## 本作追加新要素
無接縫戰鬥
以前在故事進行（冒險模式）進入戰鬥的場合時，需要讀取畫面並切換到戰鬥場景；本作玩家開始戰鬥時，不用讀取就能進入戰鬥，讓玩家能更順利快速地享受遊戲。
追逐戰
本作的追逐戰一改舊作設定，玩家須追擊敵人或逃離敵人追捕。玩家對於地圖的熟悉程度將會是能否成功的關鍵。
天啟
以桐生所持手機的照相功能，將街上發生的現象拍攝下來，並因此從中得到靈感而獲得新奥義（極道技）的機能。

## 劇中主要用語
牽牛花
桐生和遙在沖繩經營的孤兒院，共收容9個孩子，卻因為土地徵收計劃面臨巨大危機。
琉球街
作為沖繩舞台的街道。有沖繩都市單軌電車和牧志公設市場等設施；另外從周圍的氣氛（OPA和三越百貨店等店）會讓人覺得是以國際通及其周邊為原型的街道。
かりゆし商場
琉球街中所存在的商店街。構造被認為是以實際的商店街——那霸市平和通為原型。

## 主題曲
『Loser』
作詞：高橋研　作曲：矢澤永吉
歌：矢澤永吉

## HD移植版
《人中之龍 3》（龍が如く 3 HD）為SEGA於2018年8月9日在PlayStation 4發售的遊戲軟體。
- 2018年5月24日宣布將在2018年8月9日於PlayStation 4上發售高解析度及高幀數化的移植版，不做重製版本，劇情與cv都不變，除了修正部分內容以外，也會支援繁體中文版。
- 2019年8月20日於歐美發行PlayStation 4上發售高解析度及高幀數化的移植版，不做重製版本，劇情與CV都不變，除了修正部分內容以外，也會支援英文版。
- 2020年1月21日推出3、4、5 HD的合輯珍藏包在PlayStation 4。
- 在2020年12月11日美版人龍官方宣布3、4、5 HD的合輯珍藏包即將登入微软商店、Steam，在2021年1月28日發行，可以單獨購買或與珍藏包一起買。

### 追加要素及更改(PS4版本)
- 修正當時PS3的BUG與調整一些機制。

- 新增R1可以做走路模式。

- 吃東西時會標記你吃了那個食物。

- 在食事成就方面，酒吧有共同的酒的名字統一變成只要喝一次就好，另外的就會標記。

- 因在PS3時期的神室町的七名公關俱樂部小姐因合約到期，選擇不續約，其中有兩個位置由新加入的波多野結衣與桃乃木香奈取代，其餘5位改名字跟自己重新製作人物模型出來，但內容都不變。沖繩的公關俱樂部小姐維持不變。

- 支線從123個變為119個

- 超商裡的漫畫不能觀看

- 取消PS3的Answer X Answer小遊戲的所有關卡。

- 調整小遊戲部分成就目標達成降低。

- PlayStation 4版解析度為1080p（PlayStation 3版解析度為720p）；PlayStation 4版FPS為60fps（PlayStation 3版FPS為30fps）。

- 包裝設計與PlayStation 3版本相比，桐生一馬的香菸被移除，有一些變化，如從單色包裝成為彩色包裝。

### 追加要素及更改(PC/XBOX版本)
因版權問題，所以在動畫沒有主題曲，改用其他的音樂替代。
在某些劇情有修改文字。
新增可以更改圖像跟畫質與控制器按鈕跟聲音與載入跟退出遊戲跟回到介面等設定。
在支線任務方面，第一次觸發點加入問號提示，方便玩家知道有那些支線任務，但後面的觸發要靠自己找，不給提示。(但有一些任務需要先完成前提要素才有辦法觸發問號)。
跳過動畫的方式改成用是跟否的方式選擇跳過動畫。
再撿鑰匙取消是否拿取，改成直接拿取。
修正敵人要閃避時會出現閃避多次的狀況。

### 樂曲
《Loser》
作詞：高橋研　作曲：矢澤永吉
歌：矢澤永吉

### 評價
在2018年很多的玩家玩之後，大致很多人說不習慣這樣的畫質與遊戲系統等，然後發現畫質提升沒有多大的差別，只有讀取方面順了很多，很多人對這2009年遊戲，給了許多負評。

## 外部連結
- 人中之龍系列官方網站 （页面存档备份，存于）
- 人中之龍3官方網站 （页面存档备份，存于）